# Pollia secundiflora
Pollia secundiflora là một loài thực vật có hoa trong họ Commelinaceae. Loài này được (Blume) Bakh.f. miêu tả khoa học đầu tiên năm 1949.